# Optronic
Optronic Partner pr AB är en fristående tjänsteleverantör inom utveckling och tillverkning av optronikbaserade lösningar riktade mot industrin i branscher som automation, säkerhet, fordon och hälsa. Deras spetskompetens ligger inom fysikalisk och geometrisk optik. Företaget grundades 1974 när Aga Geotronics startade tillverkning av en serie nya instrument i Skellefteå. 2019 övergick företaget till nuvarande ägare. Optronic finns även i Stockholm.
Optronik är ett samlingsbegrepp för applikationer som använder kombinationer av optik, elektronik, mekanik och mjukvara som till exempel beröringsfria givare. Optronics produkter är ledande i landet och återfinns i alltifrån komjölkningsteknik till hastighetskameror.
Optronic utsågs till Årets Producentföretag i Skellefteå 2010.
En av vinnarna i Vinnovas Forska&Väx-program 2006.